# Loksbergen
Loksbergen (Limburgs: Lodsberrege) is een dorp gelegen in de Belgische provincie Limburg en een deelgemeente van de stad Halen, op de grens met Vlaams-Brabant. Loksbergen was een zelfstandige gemeente tot aan de gemeentelijke herindeling van 1965.

## Etymologie
Loksbergen werd in 1141 voor het eerst schriftelijk vermeld als Loxberge. Lox zou betrekking kunnen hebben op een persoonsnaam of op een ingesloten stuk land (loch).

## Geschiedenis
Loksbergen was vanouds een gehucht, eerst van Velpen en daarna van Halen, maar in 1834 scheidde zich de parochie daarvan af en werd het uiteindelijk een kerkdorp. Net zoals Halen heeft dit dorp lange tijd tot het Hertogdom Brabant behoord. In 1866 werd Loksbergen afgescheiden van Halen en werd het een zelfstandige gemeente tot het op 1 januari 1965 weer bij Halen werd gevoegd.
Voor de Tweede Wereldoorlog bestond de lokale economie uit kleinschalige veeteelt, fruitteelt (perziken en pruimen) en landbouw, een dakpannenfabriek en een klompenmakerij (het huidige houtverwerkende bedrijf).
Tijdens de Eerste Wereldoorlog stond in de Slag der Zilveren Helmen de Belgische artillerie opgesteld op de Mettenberg binnen de grenzen van Loksbergen. In de gemeenteschool van Loksbergen was het geïmproviseerde veldhospitaal van het Belgische leger ingericht.
De belangrijkste economische activiteiten binnen Loksbergen zijn tegenwoordig gelegen binnen de fruitteelt, akkerbouw, een houtverwerkend bedrijf, een klein petrochemisch bedrijf (plastiek) en een bedrijf dat ladders vervaardigt.

## Demografische ontwikkeling
- Bronnen:NIS, Opm:1831 tot en met 1961=volkstellingen

## Natuur en landschap
Loksbergen maakt deel uit van het Hageland. Het dorp is gelegen aan de voet van de getuigenheuvels die deel uitmaken van het heuvellandschap van het Hageland. Loksbergen wordt begrensd door de waterlopen de IJzerenbeek aan de Noordzijde en de Velpe  aan de Zuidwestzijde. Het laagste punt ligt ongeveer 24 meter boven de zeespiegel, gelegen binnen het domein van het kasteel van Blekkom. Het hoogste punt, de Kluisberg, ligt 88 meter boven de zeespiegel.
Andere heuvels zijn de Mettenberg en de Molenberg. Langs de getuigenheuvels ontspringen verschillende bronnen. Tevens is Loksbergen vrij bekend door de diepe holle wegen die in de flanken van de getuigenheuvels terug te vinden zijn. De diepste holle weg De Fransman ligt 12 meter diep tussen lagen van ijzerzandsteen op de Kluisberg, meteen de diepste holle weg van Vlaanderen.

## Bezienswaardigheden
- Sint-Andreaskerk, een neogotisch bouwwerk uit 1894
- Kasteel van Blekkom
- Kluis van Reinrode
- Panoven, een voormalige dakpannenfabriek

## Musea
- Streekmuseum Reinvoart, een heemkundig museum.

## Bekende personen
- Priester-dichter August Cuppens (1862-1924) overleed te Loksbergen en ligt er begraven
- Willy Polleunis (1947), atleet
- Ronald Janssen (1971), moordenaar

## Lijst van burgemeesters
- 1866-1903: Hyacinthe de Maret
- 1904-1921: Alfons Nijns
- 1922-1964: Modest Jorissen

## Nabijgelegen kernen
Kortenaken, Waanrode, Assent, Halen, Zelk, Geetbets